# Ludwig Hörmann
Ludwig Hörmann (München, 6 september 1918 – aldaar, 11 november 2001) was een Duits baanwielrenner.

## Belangrijkste overwinningen
1951
- 14e etappe Ronde van Duitsland
- Zesdaagse van Frankfurt (met Harry Saager)
- Zesdaagse van Hannover (met Jean Schorn)
- Nationaal kampioen ploegkoers (met Hans Hörmann)
- Nationaal kampioenschap Duitsland op de weg, Elite

1952
- Zesdaagse van München (met Alfred Strom)
- Nationaal kampioenschap Duitsland op de weg, Elite

1953
- Nationaal kampioen achtervolging

1954
- Zesdaagse van München (met Hans Preiskeit)
- Zesdaagse van Münster (met Hans Preiskeit)
- Nationaal kampioen ploegkoers (met Hans Preiskeit)

## Resultaten in voornaamste wedstrijden
| Jaar | Parijs-Roubaix |
| ---- | -------------- |
| 1953 | 51e            |